# Малиновский (Ханты-Мансийский автономный округ)
Малиновский — посёлок городского типа в Советском районе Ханты-Мансийского автономного округа России.

## География
Расположен на левом берегу реки Ейтья недалеко от границы со Свердловской областью. Окружён тайгой и соседними посёлками Пионерский (на востоке), Алябьевский (на северо-западе) и Юбилейный (на юго-западе). Находится в 31 км к юго-западу от Югорска, в 335 км к западу от Ханты-Мансийска и в 215 км к северо-востоку от Серова.
Через посёлок проходит железная дорога Ивдель — Приобье, ближайшая станция Алябьево находится в Пионерском. На севере вблизи посёлка проходит автодорога Ивдель — Ханты-Мансийск (Северный широтный коридор).
К северу от жилой части посёлка расположена обширная промзона Малиновского лесозавода (имеется отдельная ж.-д. ветка к лесозаводу от станции).

## Население
| 2002  | 2009  | 2010  | 2012  | 2013  | 2014  | 2015  |
| ----- | ----- | ----- | ----- | ----- | ----- | ----- |
| 2621  | ↗2709 | ↗2755 | ↘2663 | ↘2633 | ↘2591 | ↗2599 |
| 2016  | 2017  | 2018  | 2019  | 2020  | 2021  |       |
| ↘2542 | ↘2541 | ↘2513 | ↘2493 | ↘2458 | ↘2202 |       |